# Alchemilla andringitrensis
Alchemilla andringitrensis es una especie de planta del género Alchemilla, perteneciente a la familia Rosaceae.

## Taxonomía
Alchemilla andringitrensis fue descrita por R. Vig. y De Wild. en 1924.

## Distribución
Se encuentra en el territorio de Madagascar.